# Judah ben Moses Romano
Judah ben Moses Romano (Roma, 1293 circa – 1330) è stato un filosofo e traduttore italiano di religione ebraica. 
Era un cugino di Immanuel Romano.
Fu un importante traduttore delle opere della filosofia scolastica dal latino all'ebraico. Fu il primo a tradurre le idee di Tommaso d'Aquino dal latino in ebraico nel trattato Ma'amar ha-Mamschalim. Tradusse in ebraico anche la Summa Contra Gentiles (Neged ha-Umot) e le opere di Alberto Magno, Egidio Romano, Alessandro di Alessandria, Domenico Gundisalvo e Angelo da Camerino.
Tradusse dall’italiano all’ebraico sezioni della Divina Commedia di Dante, e ne diede una pubblica lettura.